# Pogórze Wojcieszowskie
Pogórze Wojcieszowskie – niewielki mikroregion położony w południowo-wschodniej części Pogórza Kaczawskiego. Według podziału fizycznogeograficznego Jerzego Kondrackiego stanowi południową część mikroregionów Rów Świerzawski i Pogórze Złotoryjskie.
Pogórze Wojcieszowskie rozciąga się z zachodu na wschód, od doliny Kaczawy po Kłaczynę.
Od północy graniczy z Rowem Świerzawskim i Pogórzem Złotoryjskim, od wschodu ze Wzgórzami Strzegomskimi na Przedgórzu Sudeckim, od południowego wschodu z Pogórzem Wałbrzyskim (Pogórzem Bolkowskim), od południa z Górami Kaczawskimi i od zachodu z obniżeniem Rowu Wlenia.
Podłoże zbudowane jest ze skał metamorficznych metamorfiku kaczawskiego – (kambryjskich, ordowickich, sylurskich, dewońskich i dolnokarbońskich) fyllitów, łupków, zieleńców i łupków zieleńcowych oraz ze skał osadowych i wulkanicznych niecki północnosudeckiej (rowu Świerzawy). Są to dolnopermskie (czerwony spągowiec) piaskowce, zlepieńce, mułowce, porfiry i melafity oraz ich tufy; górnopermskie (cechsztyn) łupki i margle oraz wapienie i dolomity; triasowe piaskowce, mułowce i wapienie. Na tych skonsolidowanych skałach zalegają piaski i żwiry trzeciorzędowe i czwartorzędowe oraz plejstoceńskie gliny zwałowe.
Krajobraz jest pagórkowaty, z głęboko wciętymi dolinami rzek i potoków, częściowo zalesiony.
Zachodnia część leży w dorzeczu Kaczawy, a wschodnia jej dopływu – Nysy Szalonej.
Wschodnią część Pogórza Wojcieszowskiego obejmuje Park Krajobrazowy Chełmy.

## Miejscowości
Najważniejszymi miejscowościami Pogórza Złotoryjskiego są: Bolków, Dobków, Gorzanowice, Jastrowiec, Kłaczyna, Kwietniki, Lipa, Pogwizdów, Sokola, Stara Kraśnica, Świerzawa, Świny, Wolbromek.